# Sinclair ZX Spectrum +2
Sinclair ZX SPECTRUM +2 (ZX SPECTRUM +2) је кућни рачунар, производ фирме Синклер (Sinclair) који је почео да се израђује у Уједињеном Краљевству током 1986. године.
Користио је Zilog Z80 A као централни микропроцесор а РАМ меморија рачунара ZX SPECTRUM +2 је имала капацитет од 128 kb (8 x 16k локације). 

## Детаљни подаци
Детаљнији подаци о рачунару ZX SPECTRUM +2 су дати у табели испод.
|                       |                                                |
| [ 1 ]                 |                                                |
| Произвођач            | Синклер                                        |
| Тип                   | кућни рачунар                                  |
| Меморија              | 128 (8 x 16k)                                  |
| Поријекло             | Уједињено Краљевство                           |
| Година                | 1986                                           |
| Тастатура             | тастатура са пуним помаком тастера, 58 тастера |
| Процесор              |                                                |
| Фреквенција процесора | 3,5469                                         |
| RAM                   | 128 (8 x 16k)                                  |
| ROM                   | Spectrum +2: 32                                |
| Текст                 | 32 x 24                                        |
| Графика               | 256 x 192                                      |
| Боја                  | 8, са два тона свака (нормална и свијетла)     |
| Звук                  | 3 канала, 8 октава (Yamaha AY-3-8912)          |
| Димензије             | 44 x 17,5 x 5,5 / 1,525                        |
| Портови               |                                                |
| Оперативни систем     | [[]]                                           |